# NGC 503
NGC 503 (ook wel GC 5169, MCG +05-04-040, PGC 5086, ZWG 502.65 of NPM1G +33.0045) is een elliptisch sterrenstelsel in het sterrenbeeld Vissen. Het hemelobject ligt 247 miljoen lichtjaar (75,6×106 parsec) van de Aarde verwijderd en werd op 13 augustus 1863 ontdekt door de Duits-Deense astronoom Heinrich Louis d'Arrest.

## HD 8347
Vanaf de aarde gezien bevindt het stelsel NGC 503, evenals de stelsels NGC 507 en NGC 508, zich schijnbaar in de buurt van de ster HD 8347. Amateurastronomen kunnen HD 8347 aanwenden als gidsster om deze drie stelsels op te sporen.